# Israelisches Heer
Das Israelische Heer (hebräisch מפקדת זרוע היבשה Mifkedet Zro'a HaYabasha, kurz Mazi [מז״י]) besteht aus fünf Korps, die von einem Hauptquartier geführt werden. Diesem sind alle Bodentruppen der israelischen Verteidigungsstreitkräfte unterstellt. Operativ werden die Einheiten des israelischen Heeres jedoch von den drei direkt dem Generalstabschef unterstellten Regionalkommandos geführt.
Die israelischen Landstreitkräfte verfügten im Jahr 2004 über eine aktive Truppe von 125.000 Mann und über ein Reservistenpotenzial von 330.000 Mann. 2020 standen rund 130.000 aktive Soldaten zur Verfügung.

## Geschichte
Das Israelische Heer existiert de facto seit der Gründung der Israelischen Verteidigungsstreitkräfte 1948, war aber bis zur Einrichtung des Heereshauptquartiers im Jahr 1998 organisatorisch keine einzelne Teilstreitkraft. Seitdem ist sie auch de jure eigenständige Teilstreitkraft neben der Marine und den Luftstreitkräften.
Vor der Aufstellung des Hauptquartiers waren die Bodenstreitkräfte der Israelischen Verteidigungsstreitkräfte direkt dem Generalstabschef unterstellt. Dem Kommandierenden General des Heereshauptquartiers unterstehen die Bodenstreitkräfte (Infanterie-, Panzer-, Artillerie- und Kampfpionierkorps), jedoch nicht die Kampfunterstützungskräfte und rückwärtige Einheiten, wie die Militärpolizei oder das Fernmeldekorps. Die Aufgabe des Heereskommandos ist die Ausbildung, Schulung, Organisation und Entwicklung der Ausrüstung aller Bodenkampfeinheiten der IDF, jedoch nicht die Planung und Führung von Operationen.

## Auftrag
Das Heer hat als Landkomponente der Streitkräfte die territoriale Integrität des Staates Israel gegen äußere Feinde sicherzustellen.

## Organisation

### Korps und Hauptquartier
Das Hauptquartier ist im Camp Bar Lew, zwischen Aschkelon und Kirjat Mal’achi, stationiert.
- Manöverkorps
  - Infanteriekorps
    - Kampf-Brigaden
      - Fallschirmjäger-Brigade (צנחנים) (35. Fallschirmjäger-Brigade)
      - Nachal-Brigade (hebräisch נח״ל) (933. Nachal Infanterie-Brigade)
      - Kfir-Brigade (hebräisch חטיבת כפיר) (900. Kfir Mechanisierte-Infanterie-Brigade)
      - Givʿati-Brigade (hebräisch גבעתי חטיבת) (84. Giv´ ati Mechanisierte-Infanterie-Brigade)
      - Golani-Brigade (hebräisch גולני חטיבת) (1. Golani Mechanisierte-Infanterie-Brigade)

    - Ausbildungsbrigade
      - Bislamach-Brigade (die zentrale Infanterieschule der IDF) (828. Bislamach Infanterie-Ausbildungs-Brigade)

    - Sondereinheiten
      - Verschiedenen Spezialeinheiten und Antiterrorspezialeinheiten (Sajeret)

    - Selbstständige gemischte Bataillone, aus der 900. Kfir-Brigade zu Regional-Brigaden der West Bank Territorial-Division zugewiesen
      - Haruw-Bataillon (93. Haruv-Bataillon)
      - Schimschon-Bataillon (92. Shimshon-Bataillon)
      - Nachschon-Bataillon (90. Nahshon-Bataillon)
      - Lawi-Bataillon (96. Lavi-Bataillon)
      - Duhifat-Bataillon (94. Duchfat-Bataillon)
      - Netzah Yehuda-Bataillon (97. Netzah Yehuda-Bataillon)

  - Panzerkorps
    - Barak Brigade (188. Barak Gepanzerte Brigade)
    - Ga’asch-Brigade (auch Chatiwat Schewa dt.: 7. Brigade) (7. Saar me Golan Gepanzerte Brigade)
    - Ikwot-haBarzel-Brigade (401. Ikwot haBarzel Gepanzerte Brigade)
    - Bnei Or-Brigade (460. Bnei Or Gepanzerte Ausbildungs-Brigade)

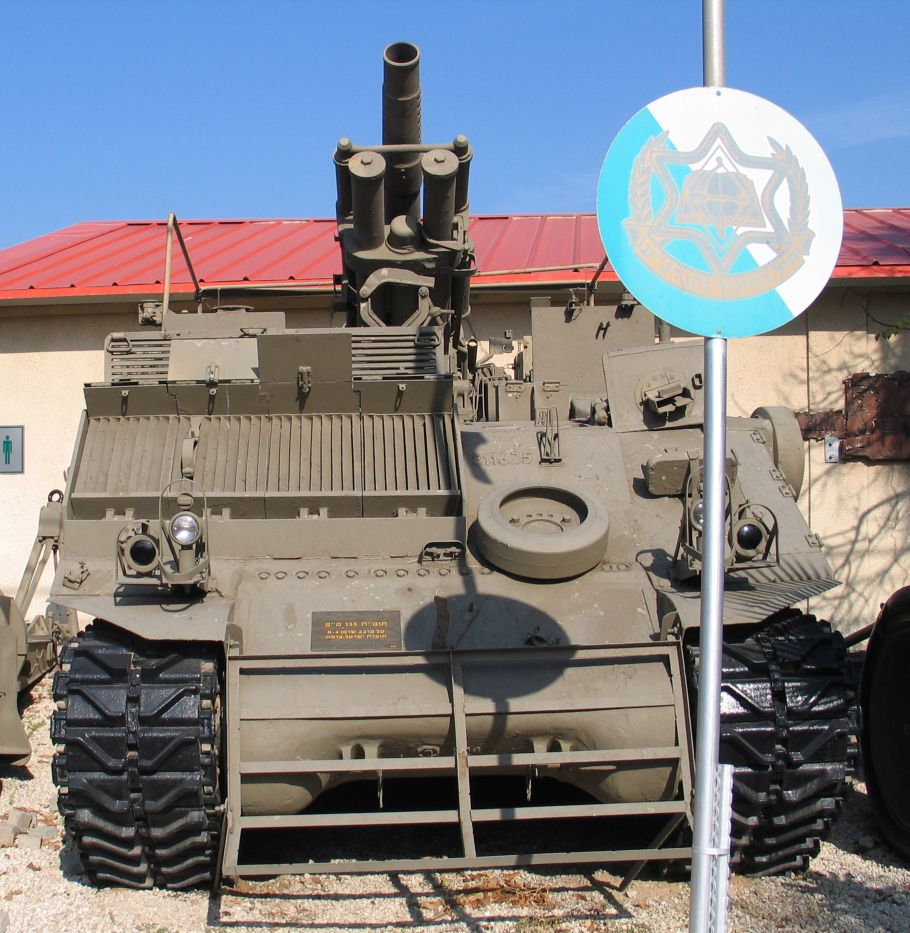
Panzerhaubitze M-50 (155 mm) auf M4-Sherman-Basis

- Kampfunterstützungskorps
  - Artilleriekorps
Die Artillerie besteht aus drei Brigaden
    - Amud haEsh Artillerie-Regiment (209. Amud haEsh-Artillerieregiment)
    - Golan Artillerie-Regiment (212. Golan-Artillerie-Regiment)
    - Kala David Artillerie-Brigade (215. Kala David-Artillerie-Brigade)

  - Pionierkorps
    - Pionier-Brigade und weiteren kleineren Einheiten.
    - Eine Pionierkompanie in jeder Infanteriebrigade.

  - Feldnachrichtendienst

### Organigramm

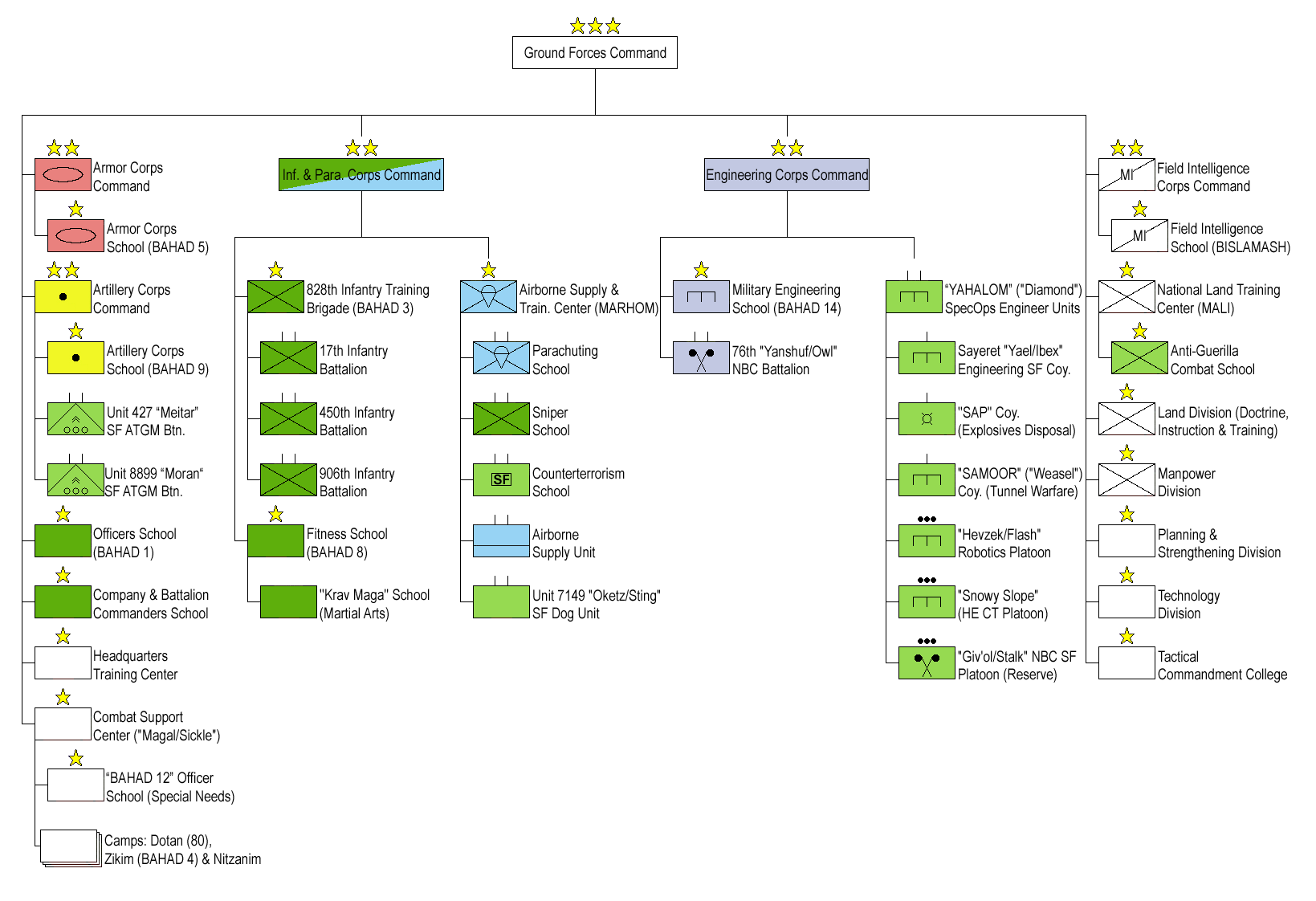
Struktur des israelischen Heereskommandos. (zum Vergrößern anklicken)

## Ausrüstung
Die Ausrüstung des israelischen Bodenkommandos ist von seinem hohen Abschreckungspotenzial im Kalten Krieg sowie von seiner überwiegenden Zusammensetzung aus Wehrdienstleistenden geprägt, was zur Folge hat, dass sich die Teilstreitkraft sehr auf Kampfpanzer und gepanzerte Truppentransporter verlässt. Die Landstreitkräfte verfügen über:

### Fahrzeuge
| Typ                     | Herkunft                      | Version     | Aktiv           | Eingelagert     |
| Kampfpanzer             | Kampfpanzer                   | Kampfpanzer | Kampfpanzer     | Kampfpanzer     |
| ----------------------- | ----------------------------- | ----------- | --------------- | --------------- |
| Merkava                 | Israel                        | III IV      | ca. 160 ca. 330 | ca. 660 ca. 220 |
| Mannschaftstransporter  |                               |             |                 |                 |
| Namer                   | Israel                        |             | ca. 260         |                 |
| Achzarit                | Israel                        |             | ca. 100         |                 |
| M113                    | Vereinigte Staaten            | A1 A2       | 500             | 5000            |
| Nagmachon               | Israel                        |             | ca. 400         |                 |
| Nakpadon                | Israel                        |             |                 |                 |
| Mehrzweckfahrzeuge      |                               |             |                 |                 |
| Ze’ev                   | Israel                        |             |                 |                 |
| HMMWV                   | Vereinigte Staaten            |             |                 |                 |
| Z-MAG                   | Israel                        |             |                 |                 |
| AIL Storm               | Israel                        |             |                 |                 |
| Pionier- und Bergegerät |                               |             |                 |                 |
| IDF Caterpillar D9      | Vereinigte Staaten Israel     | D9R         |                 |                 |
| Namer                   | Israel                        |             |                 |                 |
| Puma                    | Israel Vereinigtes Königreich |             |                 |                 |
| Centurion               | Vereinigtes Königreich        | ARV         |                 |                 |
| Nemmera                 | Israel                        |             |                 |                 |
| Bergepanzer 1           | Vereinigte Staaten            | A1          |                 |                 |
| M113                    | Vereinigte Staaten            | ARV         |                 |                 |
| Brückenlegepanzer       |                               |             |                 |                 |
| M48                     | Vereinigte Staaten            |             |                 |                 |
| M60 AVLB                | Vereinigte Staaten            |             |                 |                 |
| MTU-20                  | Sowjetunion                   |             |                 |                 |
| ABC-Abwehr              |                               |             |                 |                 |
| Fuchs                   | Deutschland                   |             | ca. 8           |                 |

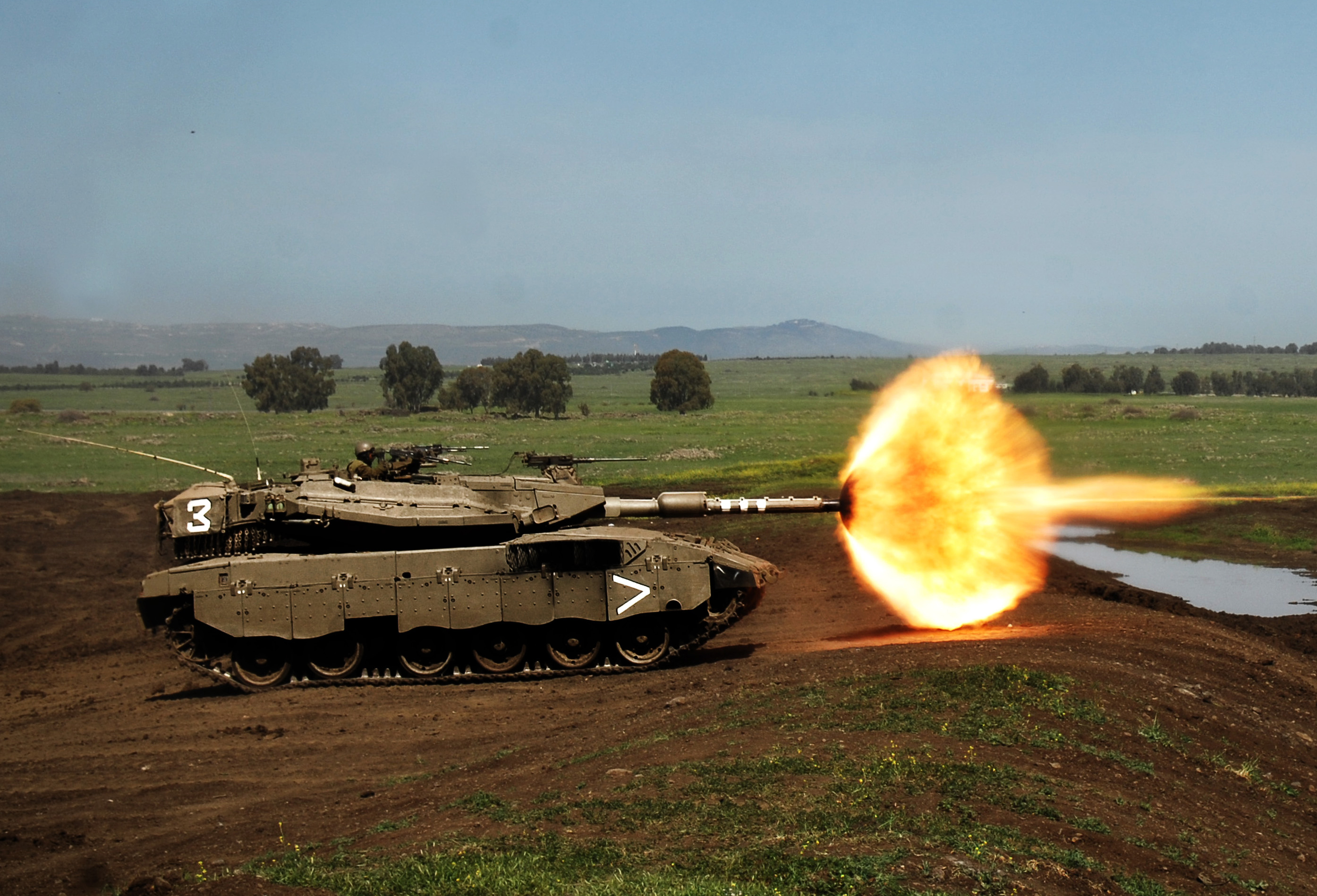
Merkava IIID beim Schuss

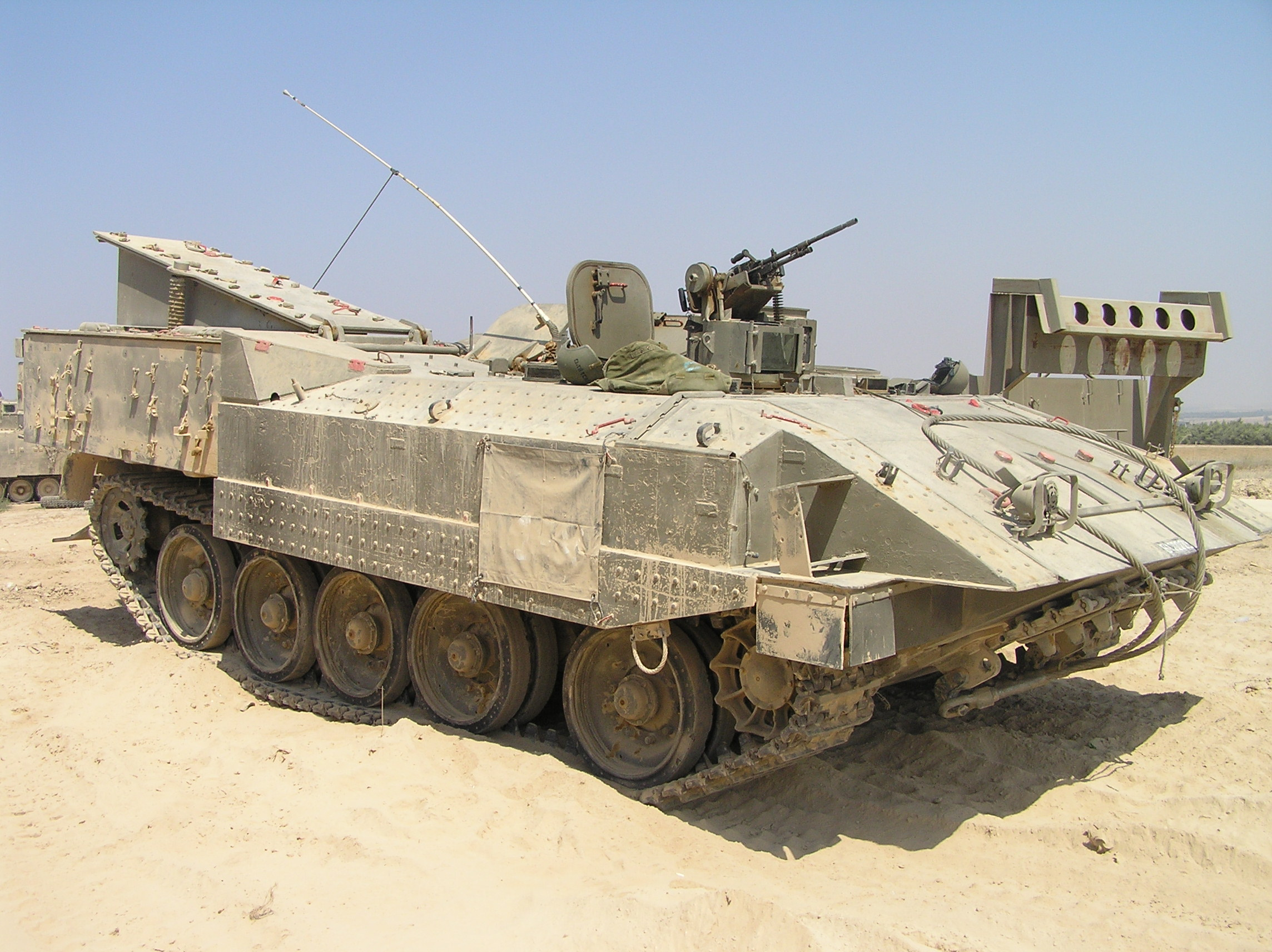
Achzarit-Mannschaftstransporter

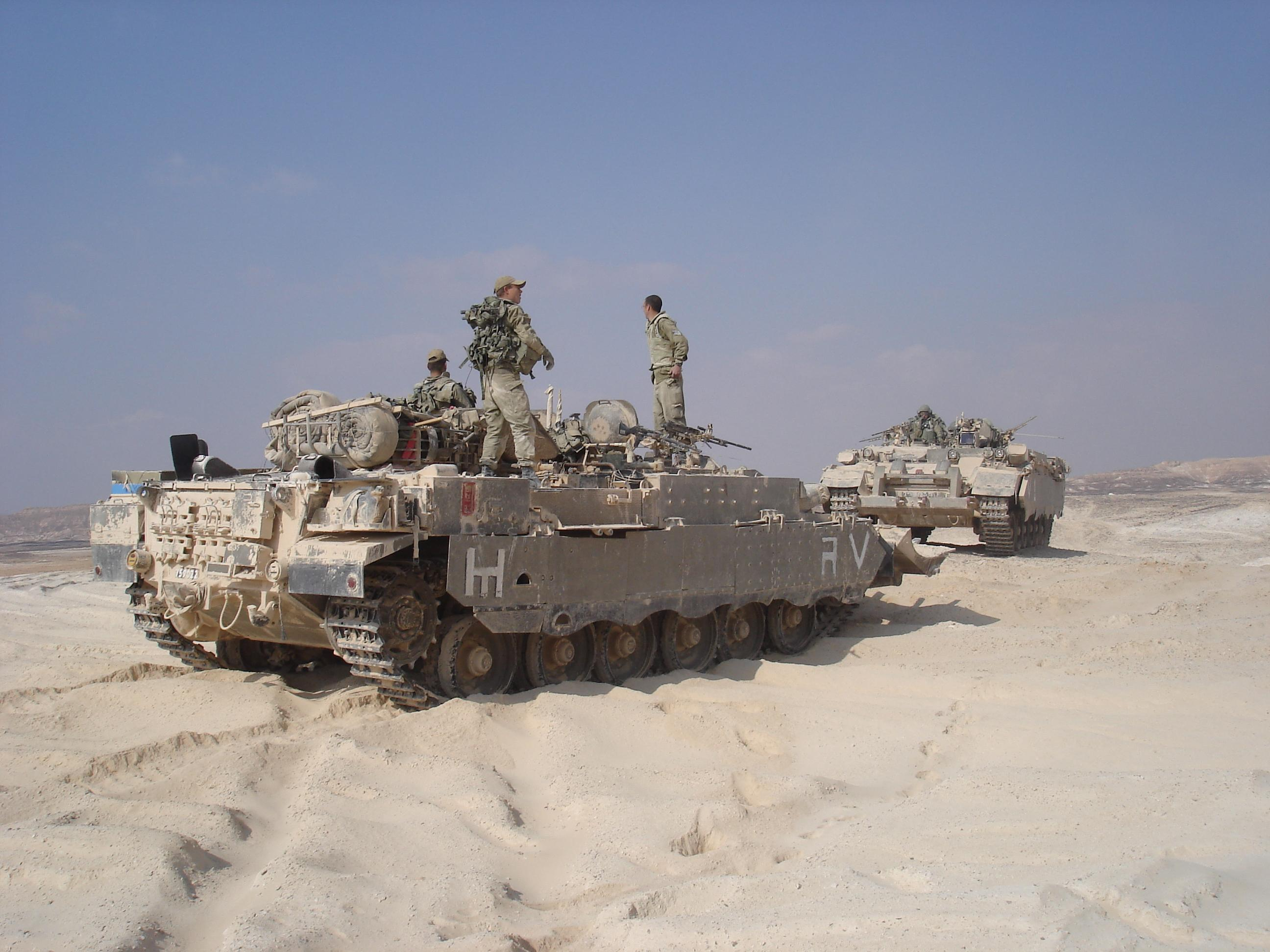
Puma CEV

Ehemalige Fahrzeuge: Scho’t; M48A5; M60

### Artillerie
| Typ                     | Herkunft           | Kaliber          | Version          | Aktiv            | Eingelagert      |
| Panzerartillerie        | Panzerartillerie   | Panzerartillerie | Panzerartillerie | Panzerartillerie | Panzerartillerie |
| ----------------------- | ------------------ | ---------------- | ---------------- | ---------------- | ---------------- |
| M109                    | Vereinigte Staaten | 155 mm           | A2 A5            | 250              | 30               |
| M107                    | Vereinigte Staaten | 175 mm           |                  |                  | 36               |
| M110                    | Vereinigte Staaten | 203 mm           |                  |                  | 36               |
| Haubitzen und Kanonen   |                    |                  |                  |                  |                  |
| M-46                    | Sowjetunion        | 155 mm           |                  |                  | 40               |
| Soltam M-68 Soltam M-71 | Israel             | 155 mm           |                  |                  | 50               |
| M839                    | Israel             | 155 mm           | M839P M845P      |                  | 81               |
| Raketenwerfer           |                    |                  |                  |                  |                  |
| LAR-160                 | Israel             | 160 mm           |                  |                  | 50               |
| MLRS                    | Vereinigte Staaten | 227 mm           |                  | 30               | 18               |
| LAR-290                 | Israel             | 290 mm           |                  |                  | 20               |
| LYNX                    | Israel             | 306 mm           |                  |                  |                  |

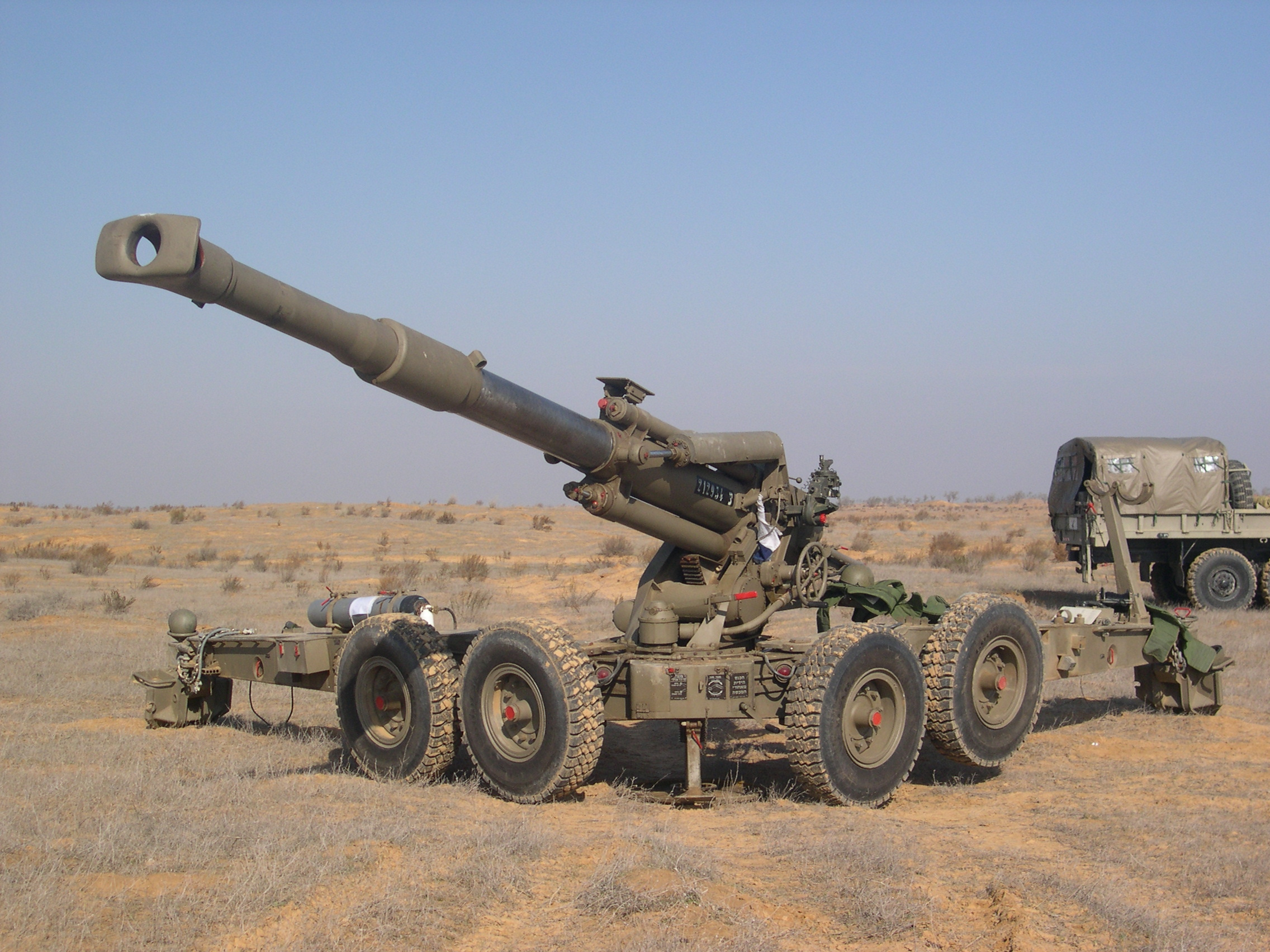
Soltam M-71

Des Weiteren verfügen die Landstreitkräfte über 2.018 Mörser, von denen 1.768 Exemplare eingelagert sind.

### Panzerabwehr- und Flugabwehrwaffen

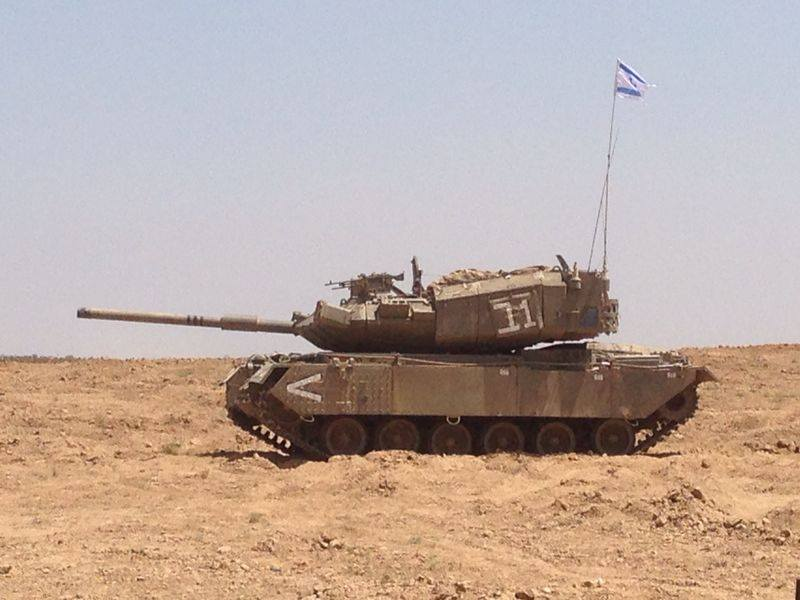
Waffenträger Pereh der IDF mit zwölf Spike-NLOS-Raketen, die Bordkanone ist zur Tarnung eine Rohrattrappe

- Waffenträger Pereh (modifizierter Magach mit Kanonenattrappe und zwölf Spike-NLOS-Raketen (Tamuz))[6]
- M113 Hafiz. (Spike-NLOS-Träger)
- Spike (Spike MR (Gil), LR (Gomed), ER (Perakh Bar))
- MAPATS
- M163 Vulcan
- FIM-92 Stinger

### Ballistische Raketen
- ca. 24 Jericho
- 7 MGM-52 Lance (eingelagert)

## Liste der Kommandeure

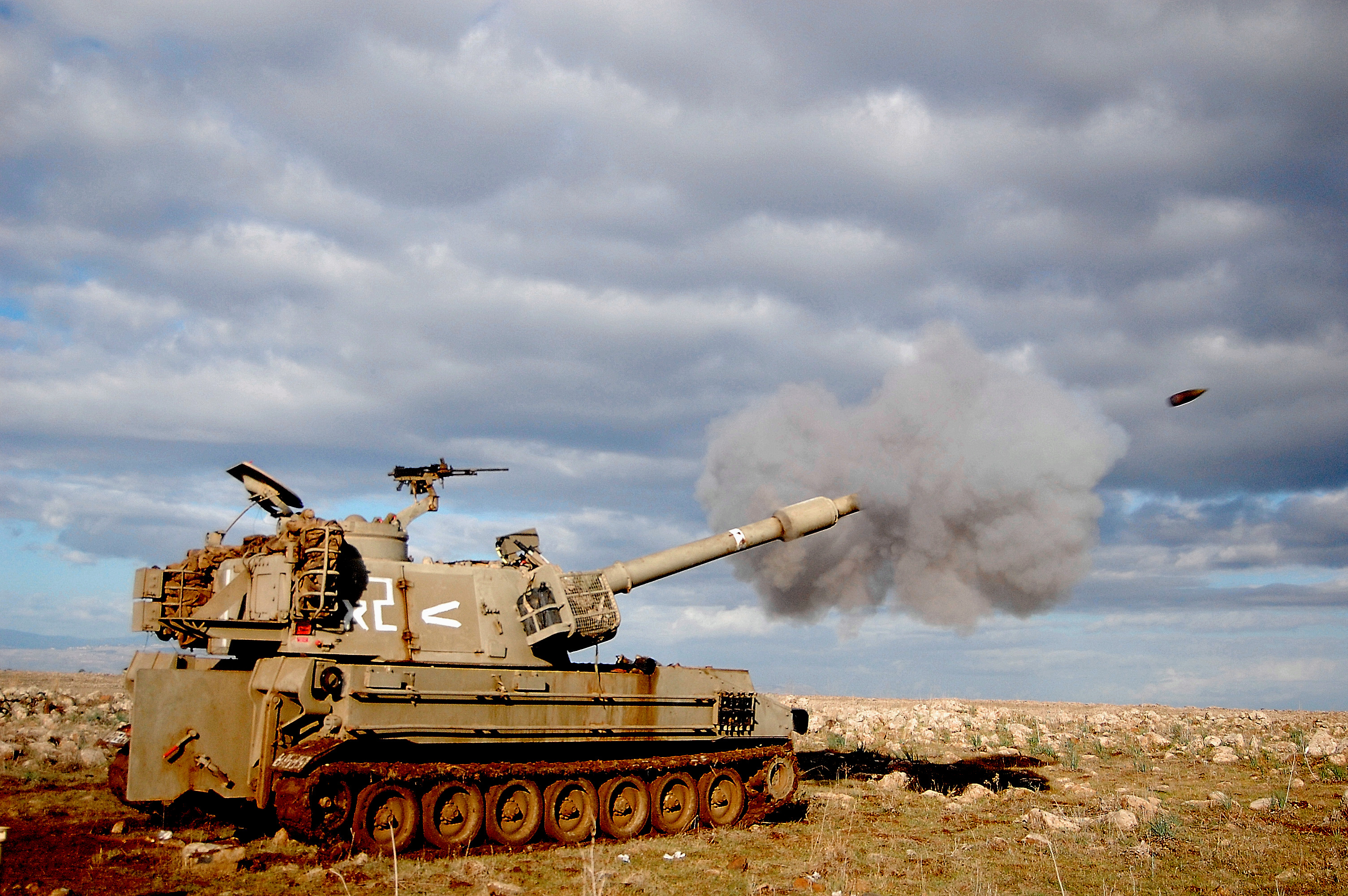
Panzerhaubitze

| Name            | Amtsantritt | Amtszeitende |
| --------------- | ----------- | ------------ |
| Tamir Yadai     | 2021        | –            |
| Yoel Strick     | 2019        | 2021         |
| Kobi Barak      | 2016        | 2019         |
| Gaj Tzur        | 2013        | 2016         |
| Sami Turdzheman | 2009        | 2013         |
| Avi Mizrachi    | 2007        | 2009         |
| Benny Gantz     | 2005        | 2007         |
| Jiftach Ron-Tal | 2001        | 2005         |
| Mosche Soknik   | 1998        | 2001         |
| Amos Malka      | 1996        | 1998         |
| Ze'ev Livne     | 1994        | 1996         |
| Emanuel Sakel   | 1991        | 1994         |
| Uri Sagi        | 1986        | 1991         |
| Amir Drori      | 1985        | 1986         |
| Dan Schomron    | 1983        | 1985         |